# Live in Europe 1979
Live in Europe 1979 – trzeci album koncertowy brytyjskiej rockowej grupy Uriah Heep wydany w  1986 roku w Wielkiej Brytanii nakładem wytwórni Raw Power i w 1987 roku w Stanach Zjednoczonych nakładem Castle Communications PLC.

## Lista utworów

### Oryginalne wydanie
LP 1
Strona A
1. Free Me (Hensley) – 4:53
2. Lady in Black (Hensley) – 7:26
3. Look at Yourself (Hensley) – 5:18
4. Easy Livin' (Hensley) – 3:14

Strona B
1. Stealin' (Hensley) – 4:54
2. The Wizard (Hensley/ Clarke) – 3:35
3. July Morning (Hensley/ Byron) – 12:35

LP 2
Strona A
1. Falling in Love (Hensley) - 3:04
2. Woman of the Night (Box/Lawton/Kerslake) - 3:12
3. I'm Alive (Lawton) - 4:04
4. Who Needs Me (Kerslake) - 9:46 (nie zawarty na wersji CD)

Strona B
1. Sweet Lorraine (Box/Byron/Thain) - 12:44
2. Free'n'Easy (Lawton/Box) - 2:53
3. Gypsy (Box/Byron) - 4:52

### Wydanie z roku 2000
W roku 2000 ukazała się reedycja albumu, zawierająca inną listę utworów, w tym sześć wcześniej nieopublikowanych (7 na CD 1; 2, 8 - 11 na CD 2)
CD 1
1. Look at Yourself (Hensley) – 5:18
2. Easy Livin' (Hensley) – 3:14
3. Stealin' (Hensley) – 4:54
4. Falling in Love (Hensley) - 3:04
5. Woman of the Night (Box/Lawton/Kerslake) - 3:12
6. Lady in Black (Hensley) – 7:26
7. Cheat 'n' Lie (Hensley) - 6:11
8. The Wizard (Hensley/ Clarke) – 3:35
9. July Morning (Hensley/ Byron) – 12:35

CD 2
1. Free Me (Hensley) – 4:53
2. One More Night (Hensley) – 4:55
3. I'm Alive (Lawton) - 4:04
4. Who Needs Me (Kerslake) - 9:46
5. Sweet Lorraine (Box/Byron/Thain) - 13:02
6. Free'n'Easy (Lawton/Box) - 3:17
7. Gypsy (Box/Byron) - 5:34
8. Easy Livin' (Hensley) - 3:26
9. Stealin' (Hensley) - 5:12
10. Lady in Black (Hensley) - 7:26
11. Gypsy (Box/Byron) - 4:40

## Twórcy
- John Lawton – wokal
- Ken Hensley – keyboard, wokal
- Mick Box – gitara,
- Trevor Bolder – bas
- Lee Kerslake – perkusja, wokal